# Willy Arend
Willi Johannes Heinrich Theodor Karl Arend (nacido como Willy Arend; 2 de mayo de 1878-25 de marzo de 1964) fue un deportista alemán que compitió en ciclismo en la modalidad de pista.
Ganó tres medallas en el Campeonato Mundial de Ciclismo en Pista entre los años 1897 y 1903. Además, obtuvo tres victorias en los campeonatos de Alemania en pista en la prueba de velocidad (1896, 1897 y 1921) y dos victorias en las carreras de seis días, Bremen (1910) y Kiel (1910).

## Medallero internacional
| Campeonato Mundial | Campeonato Mundial     | Campeonato Mundial | Campeonato Mundial       |
| Año                | Lugar                  | Medalla            | Competición              |
| ------------------ | ---------------------- | ------------------ | ------------------------ |
| 1897               | Glasgow (Reino Unido)  | Medalla de oro     | Velocidad individual (P) |
| 1900               | París (Francia)        | Medalla de bronce  | Velocidad individual (P) |
| 1903               | Copenhague (Dinamarca) | Medalla de plata   | Velocidad individual (P) |